# Banksia littoralis
Banksia littoralis, comúnmente conocida como la banksia de pantano, roble de pantano, pungura y banksia roble, es un árbol en el género Banksia. Se le encuentra en el suroeste de Australia Occidental desde el suroeste del área metropolitana de Perth (31.6 °S) hasta la cordillera Stirling (aproximadamente 34 ° S) y Albany (35 ° S). Es con frecuencia confundida con la banksia de río (Banksia seminuda), ya que estas comparten muchas características.

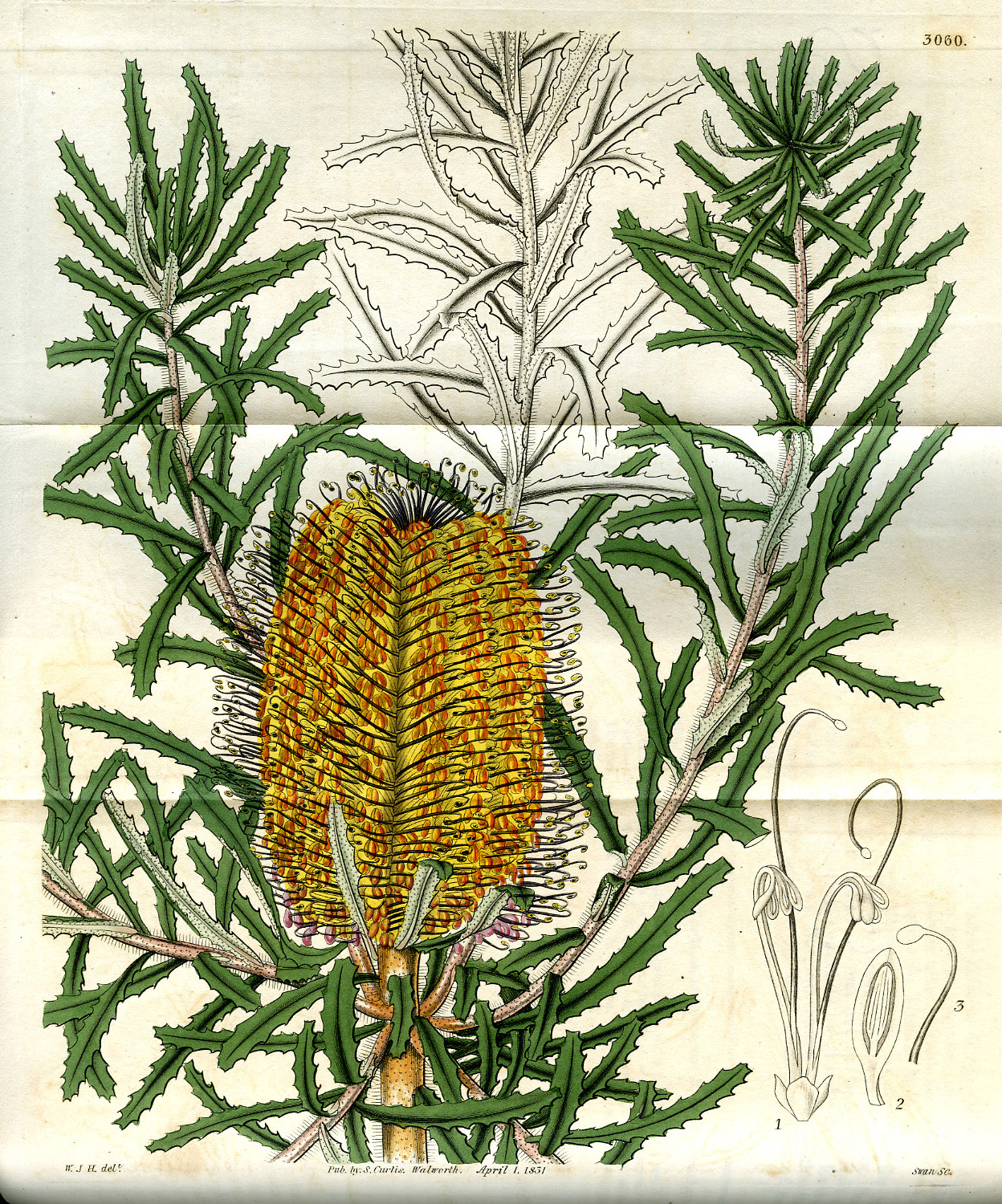
Ilustración

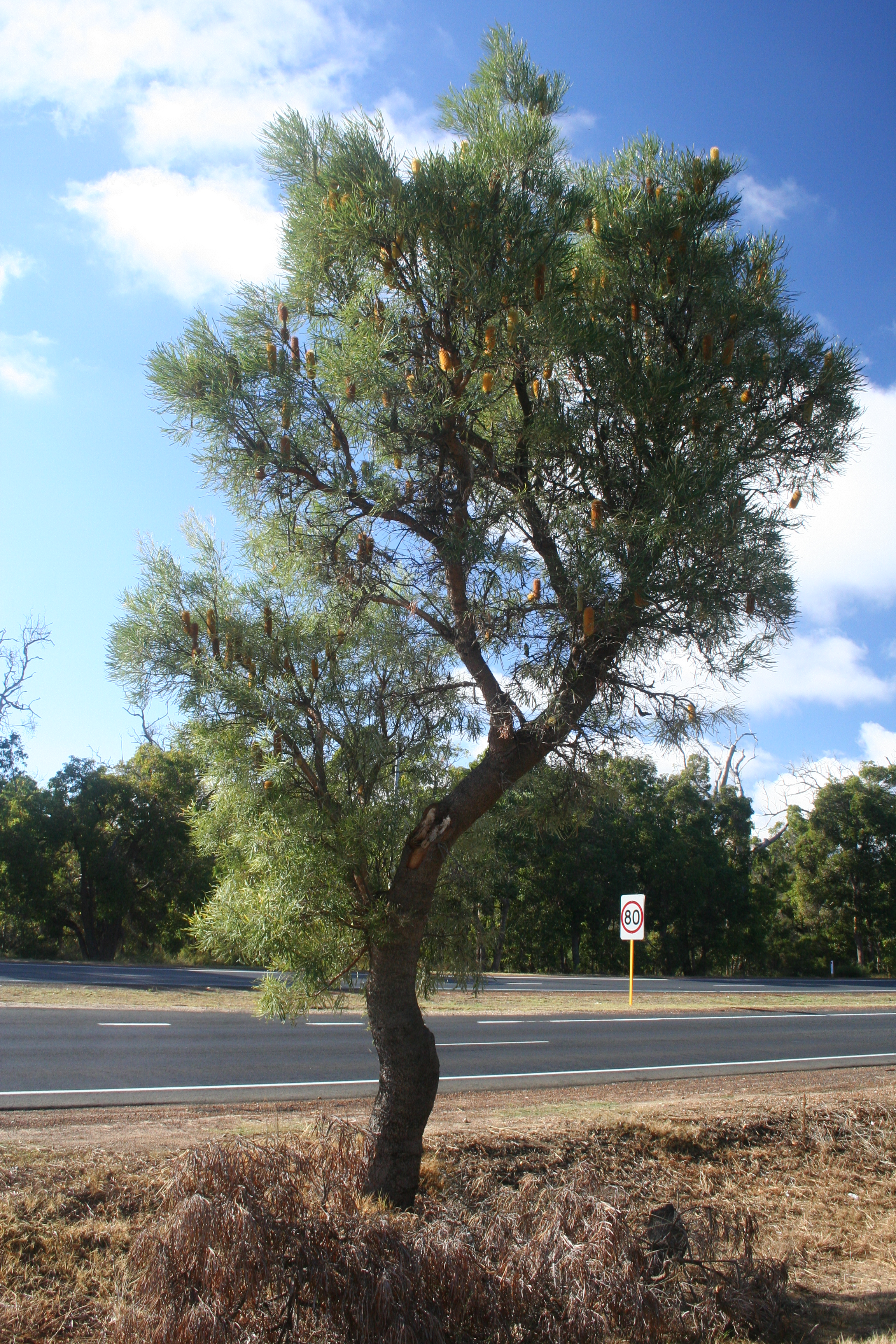
Vista de la planta en forma de árbol

## Descripción
La banksia costera crece hasta 20 metros de alto con un tronco nudoso cubierto con una corteza gris descarapelada. La floración ocurre entre finales de verano y finales del invierno. Con frecuencia parcialmente oculta por el follaje, las espigas florales crecen hasta 200 mm de largo por  70 mm de ancho y contienen las excesivas cantidades de 1000 flores individuales . Los conos florales pueden permanecer en los árboles por muchos años después de mudar las flores pronto. Las hojas miden entre 100mm y 200mm con las puntas con dientes incrementándose al final de la hoja.

## Hábitat
La banksias de pantano crece en  suelos de alta humedad como arenas depresiones y pantanos, es común en bosques costeros y vegetación de tipo brezal.

## Cultivo
Banksia littoralis ha probado ser relativamente fácil de cultivar. Posiblemente no es tan sensible a Phytophthora cinnamomi (dieback) como otras banksias del oeste.

## Taxonomía
Banksia littoralis parece ser más cercana a otras especies de la serie Spicigerae tales como B. seminuda y B. occidentalis.
Banksia littoralis fue descrita por Robert Brown y publicado en Transactions of the Linnean Society of London, Botany 10: 204. 1810.
Etimología
Banksia: nombre genérico que fue otorgado en honor del botánico inglés Sir Joseph Banks, quién colectó el primer espécimen de Banksia en 1770, durante la primera expedición de James Cook.
littoralis: epíteto latíno que significa "del litoral, cercana al mar".